# Commune (Cameroun)
Pour les articles homonymes, voir Commune (homonymie).
La commune au Cameroun est « la Collectivité Territoriale Décentralisée de base ». Les communes ont plusieurs types de dénomination: la commune rurale, la commune urbaine, la commune d'arrondissement et la communauté urbaine.
Le siège de la commune est appelé Mairie ou encore Hôtel de Ville.
Les communes sont créées par décret du Président de la République.
Le territoire du Cameroun est découpé en 360 communes, dont 315 communes rurales et 45 communes urbaines regroupées en 14 communautés urbaines.

## Régime communal de droit commun
Les communes sont dirigées par des maires et des conseils municipaux élus au suffrage universel. La distinction entre commune urbaine et commune rurale se fait selon que la commune administre une zone urbanisée ou non.
Elles ont une compétence par principe pour la gestion des affaires locales sous la tutelle de l'État.
Les missions assignées par la Loi aux communes sont les suivantes :
- provoquer toutes dispositions d’ordre administratif, économique et social propres à assurer le développement harmonieux des communes ;
- définir et faire appliquer des méthodes de travail permettant d’accroître le rendement et d’améliorer la qualité des services communaux ;
- promouvoir la formation et le recyclage du personnel communal.

### Mode de scrutin
Le scrutin pour l’élection des conseillers municipaux est un scrutin mixte à un tour comportant un système majoritaire et un système de représentation proportionnelle. La liste qui obtient la majorité absolue des suffrages exprimés remporte la totalité des sièges.
Si aucune liste n'obtient la majorité absolue, la liste qui obtient la majorité relative obtient la moitié des sièges, et l'autre moitié des sièges est répartie entre les autres listes, y compris celle ayant obtenu la majorité relative, par application de la représentation proportionnelle suivant la règle du plus fort reste ; les listes ayant obtenu moins de 5 % des suffrages ne sont pas admises à la répartition proportionnelle des sièges.
La loi fait obligation aux listes de tenir compte des différentes composantes sociologiques de la circonscription, notamment en matière de représentation des ethnies minoritaires.

## Communes urbaines
De 1987 à 2020, les communes urbaines à régime spécial sont dirigées par des délégués du gouvernement, nommés par décret du président de la république, qui assument les fonctions de délégué du gouvernement auprès de la communauté urbaine.
Dans les communautés urbaines, il existe des communes urbaines d’arrondissement dirigées par des conseils municipaux élus, mais dont les fonctions sont beaucoup réduites par rapport aux autres communes.
- Communautés urbaines : Douala et Yaoundé, Nkongsamba, Bafoussam, Kribi, Maroua, Garoua Ngaoundéré, Ebolowa, Edéa (voir nouvelle division administrative et décentralisée du Cameroun)
- Communes urbaines à régime spécial : Bafoussam, Bamenda, Limbé, Édéa, Ebolowa, Garoua, Maroua et Kumba

La plupart des communes urbaines ont été créées en 1996, à la suite de la victoire des partis d'opposition aux élections municipales.

## Communautés urbaines
Certaines agglomérations peuvent être érigées en Communauté urbaines par décret présidentiel. Elles ont le statut de collectivités territoriales et sont composées d'au moins deux communes, portant le nom de Communes  d'Arrondissement. La communauté urbaine prend l'appellation de Ville.
Le Maire de la communauté urbaine est élu par l'ensemble des conseillers municipaux des communes d'arrondissement constituant la ville. Le Conseil de communauté, organe délibérant est composé des Maires des communes d'arrondissements et de représentants désignés au sein des communes d'arrondissements.  

## Liste alphabétique
Cette liste recense les 315 communes rurales et les 45 communes d'arrondissement (en gras) du Cameroun, au 31 décembre 2013.
| Commune            | Département      | Région       |
| ------------------ | ---------------- | ------------ |
| Abong-Mbang        | Haut-Nyong       | Est          |
| Afanloum           | Méfou-et-Afamba  | Centre       |
| Ako                | Donga-Mantung    | Nord-Ouest   |
| Akoeman            | Nyong-et-So'o    | Centre       |
| Akom II            | Océan            | Sud          |
| Akono              | Méfou-et-Akono   | Centre       |
| Akonolinga         | Nyong-et-Mfoumou | Centre       |
| Akwaya             | Manyu            | Sud-Ouest    |
| Alou               | Lebialem         | Sud-Ouest    |
| Ambam              | Vallée-du-Ntem   | Sud          |
| Andek              | Momo             | Nord-Ouest   |
| Angossas           | Haut-Nyong       | Est          |
| Atok               | Haut-Nyong       | Est          |
| Awaé               | Méfou-et-Afamba  | Centre       |
| Ayos               | Nyong-et-Mfoumou | Centre       |
| Babadjou           | Bamboutos        | Ouest        |
| Babessi            | Ngo-Ketunjia     | Nord-Ouest   |
| Bafang             | Haut-Nkam        | Ouest        |
| Bafia              | Mbam-et-Inoubou  | Centre       |
| Bafoussam Ier      | Mifi             | Ouest        |
| Bafoussam IIe      | Mifi             | Ouest        |
| Bafoussam IIIe     | Mifi             | Ouest        |
| Bafut              | Mezam            | Nord-Ouest   |
| Baham              | Hauts-Plateaux   | Ouest        |
| Bakou              | Haut-Nkam        | Ouest        |
| Bali               | Mezam            | Nord-Ouest   |
| Balikumbat         | Ngo-Ketunjia     | Nord-Ouest   |
| Bamenda Ier        | Mezam            | Nord-Ouest   |
| Bamenda IIe        | Mezam            | Nord-Ouest   |
| Bamenda IIIe       | Mezam            | Nord-Ouest   |
| Bamendjou          | Hauts-Plateaux   | Ouest        |
| Bamusso            | Ndian            | Sud-Ouest    |
| Bana               | Haut-Nkam        | Ouest        |
| Bandja             | Haut-Nkam        | Ouest        |
| Bandjoun           | Koung-Khi        | Ouest        |
| Bangangté          | Ndé              | Ouest        |
| Bangem             | Koupé-Manengouba | Sud-Ouest    |
| Banka              | Haut-Nkam        | Ouest        |
| Bangou             | Hauts-Plateaux   | Ouest        |
| Bangourain         | Noun             | Ouest        |
| Bankim             | Mayo-Banyo       | Adamaoua     |
| Banwa              | Haut-Nkam        | Ouest        |
| Banyo              | Mayo-Banyo       | Adamaoua     |
| Baré               | Moungo           | Littoral     |
| Barndaké           | Bénoué           | Nord         |
| Bashéo             | Bénoué           | Nord         |
| Bassamba           | Ndé              | Ouest        |
| Batcham            | Bamboutos        | Ouest        |
| Batchenga          | Lekié            | Centre       |
| Batibo             | Momo             | Nord-Ouest   |
| Batié              | Hauts-Plateaux   | Ouest        |
| Batouri            | Kadey            | Est          |
| Bayangam           | Koung-Khi        | Ouest        |
| Bazou              | Ndé              | Ouest        |
| Beka               | Faro             | Nord         |
| Bélabo             | Lom-et-Djérem    | Est          |
| Belel              | Vina             | Adamaoua     |
| Belo               | Boyo             | Nord-Ouest   |
| Benakuma           | Menchum          | Nord-Ouest   |
| Bengbis            | Dja-et-Lobo      | Sud          |
| Bertoua Ier        | Lom-et-Djérem    | Est          |
| Bertoua IIe        | Lom-et-Djérem    | Est          |
| Bétaré-Oya         | Lom-et-Djérem    | Est          |
| Bibemi             | Bénoué           | Nord         |
| Bibey              | Haute-Sanaga     | Centre       |
| Bikok              | Méfou-et-Akono   | Centre       |
| Bipindi            | Océan            | Sud          |
| Biwong-Bane        | Mvila            | Sud          |
| Biwong-Bulu        | Mvila            | Sud          |
| Biyouha            | Nyong-et-Kéllé   | Centre       |
| Blangoua           | Logone-et-Chari  | Extrême-Nord |
| Bogo               | Diamaré          | Extrême-Nord |
| Bokito             | Mbam-et-Inoubou  | Centre       |
| Bonaléa            | Moungo           | Littoral     |
| Bondjock           | Nyong-et-Kéllé   | Centre       |
| Bot-Makak          | Nyong-et-Kéllé   | Centre       |
| Bourrha            | Mayo-Tsanaga     | Extrême-Nord |
| Buéa               | Fako             | Sud-Ouest    |
| Campo              | Océan            | Sud          |
| Dargala            | Diamaré          | Extrême-Nord |
| Darak              | Diamaré          | Extrême-Nord |
| Datcheka           | Mayo-Danay       | Extrême-Nord |
| Dembo              | Bénoué           | Nord         |
| Demdeng            | Koung-Khi        | Ouest        |
| Deuk               | Mbam-et-Inoubou  | Centre       |
| Diang              | Lom-et-Djérem    | Est          |
| Dibamba            | Sanaga-Maritime  | Littoral     |
| Dibang             | Nyong-et-Kéllé   | Centre       |
| Dibombari          | Moungo           | Littoral     |
| Dikome-Balue       | Ndian            | Sud-Ouest    |
| Dimako             | Haut-Nyong       | Est          |
| Dir                | Mbéré            | Adamaoua     |
| Dizangué           | Sanaga-Maritime  | Littoral     |
| Djohong            | Mbéré            | Adamaoua     |
| Djoum              | Dja-et-Lobo      | Sud          |
| Douala Ier         | Wouri            | Littoral     |
| Douala IIe         | Wouri            | Littoral     |
| Douala IIIe        | Wouri            | Littoral     |
| Douala IVe         | Wouri            | Littoral     |
| Douala Ve          | Wouri            | Littoral     |
| Douala VIe         | Wouri            | Littoral     |
| Doumaintang        | Haut-Nyong       | Est          |
| Doumé              | Haut-Nyong       | Est          |
| Dschang            | Menoua           | Ouest        |
| Dzeng              | Nyong-et-So'o    | Centre       |
| Dziguilao          | Mayo-Kani        | Extrême-Nord |
| Ebebda             | Lekié            | Centre       |
| Ebolowa Ier        | Mvila            | Sud          |
| Ebolowa IIe        | Mvila            | Sud          |
| Ebone              | Moungo           | Littoral     |
| Édéa Ier           | Sanaga-Maritime  | Littoral     |
| Édéa IIe           | Sanaga-Maritime  | Littoral     |
| Edzendouan         | Méfou-et-Afamba  | Centre       |
| Efoulan            | Mvila            | Sud          |
| Ekondo-Titi        | Ndian            | Sud-Ouest    |
| Elak-Oku           | Bui              | Nord-Ouest   |
| Elig-Mfomo         | Lekié            | Centre       |
| Endom              | Nyong-et-Mfoumou | Centre       |
| Éséka              | Nyong-et-Kéllé   | Centre       |
| Esse               | Méfou-et-Afamba  | Centre       |
| Evodoula           | Lekié            | Centre       |
| Eyumodjock         | Manyu            | Sud-Ouest    |
| Figuil             | Mayo-Louti       | Nord         |
| Fokoué             | Menoua           | Ouest        |
| Fonfuka            | Boyo             | Nord-Ouest   |
| Fongo-Tongo        | Menoua           | Ouest        |
| Fotokol            | Logone-et-Chari  | Extrême-Nord |
| Foumban            | Noun             | Ouest        |
| Foumbot            | Noun             | Ouest        |
| Fundong            | Boyo             | Nord-Ouest   |
| Furu-Awa           | Menchum          | Nord-Ouest   |
| Galim              | Bamboutos        | Ouest        |
| Galim-Tignère      | Faro-et-Déo      | Adamaoua     |
| Gari-Gombo         | Boumba-et-Ngoko  | Est          |
| Garoua Ier         | Bénoué           | Nord         |
| Garoua IIe         | Bénoué           | Nord         |
| Garoua IIIe        | Bénoué           | Nord         |
| Garoua-Boulaï      | Lom-et-Djérem    | Est          |
| Gashiga            | Bénoué           | Nord         |
| Gazawa             | Diamaré          | Extrême-Nord |
| Gobo               | Mayo-Danay       | Extrême-Nord |
| Goulfey            | Logone-et-Chari  | Extrême-Nord |
| Guémé              | Mayo-Danay       | Extrême-Nord |
| Guéré              | Mayo-Danay       | Extrême-Nord |
| Guider             | Mayo-Louti       | Nord         |
| Guidiguis          | Mayo-Kani        | Extrême-Nord |
| Hile-Alifa         | Logone-et-Chari  | Extrême-Nord |
| Hina               | Mayo-Tsanaga     | Extrême-Nord |
| Idabato            | Ndian            | Sud-Ouest    |
| Isanguele          | Ndian            | Sud-Ouest    |
| Jakiri             | Bui              | Nord-Ouest   |
| Kaélé              | Mayo-Kani        | Extrême-Nord |
| Kai-Kai            | Mayo-Danay       | Extrême-Nord |
| Kalfou             | Mayo-Danay       | Extrême-Nord |
| Kar-Hay            | Mayo-Danay       | Extrême-Nord |
| Kekem              | Haut-Nkam        | Ouest        |
| Kentzou            | Kadey            | Est          |
| Kette              | Kadey            | Est          |
| Kiiki              | Mbam-et-Inoubou  | Centre       |
| Kobdombo           | Nyong-et-Mfoumou | Centre       |
| Kolofata           | Mayo-Sava        | Extrême-Nord |
| Kombo-Abedimo      | Ndian            | Sud-Ouest    |
| Kombo-Idinti       | Ndian            | Sud-Ouest    |
| Kon-Yambetta       | Mbam-et-Inoubou  | Centre       |
| Kontcha            | Faro-et-Déo      | Adamaoua     |
| Konye              | Meme             | Sud-Ouest    |
| Kouoptamo          | Noun             | Ouest        |
| Kousséri           | Logone-et-Chari  | Extrême-Nord |
| Koutaba            | Noun             | Ouest        |
| Koza               | Mayo-Tsanaga     | Extrême-Nord |
| Kribi Ier          | Océan            | Sud          |
| Kribi IIe          | Océan            | Sud          |
| Kumba Ier          | Meme             | Sud-Ouest    |
| Kumba IIe          | Meme             | Sud-Ouest    |
| Kumba IIIe         | Meme             | Sud-Ouest    |
| Kumbo              | Bui              | Nord-Ouest   |
| Kyé-Ossi           | Vallée-du-Ntem   | Sud          |
| Lagdo              | Bénoué           | Nord         |
| Lembe-Yezoum       | Haute-Sanaga     | Centre       |
| Limbé Ier          | Fako             | Sud-Ouest    |
| Limbé IIe          | Fako             | Sud-Ouest    |
| Limbé IIIe         | Fako             | Sud-Ouest    |
| Lobo               | Lekié            | Centre       |
| Logone-Birni       | Logone-et-Chari  | Extrême-Nord |
| Lokoundjé          | Océan            | Sud          |
| Lolodorf           | Océan            | Sud          |
| Lomié              | Haut-Nyong       | Est          |
| Loum               | Moungo           | Littoral     |
| Ma'an              | Vallée-du-Ntem   | Sud          |
| Madingring         | Mayo-Rey         | Nord         |
| Maga               | Mayo-Danay       | Extrême-Nord |
| Magba              | Noun             | Ouest        |
| Makary             | Logone-et-Chari  | Extrême-Nord |
| Makak              | Nyong-et-Kéllé   | Centre       |
| Makénéné           | Mbam-et-Inoubou  | Centre       |
| Malentouen         | Noun             | Ouest        |
| Mamfé              | Manyu            | Sud-Ouest    |
| Mandjou            | Lom-et-Djérem    | Est          |
| Manjo              | Moungo           | Littoral     |
| Maroua Ier         | Diamaré          | Extrême-Nord |
| Maroua IIe         | Diamaré          | Extrême-Nord |
| Maroua IIIe        | Diamaré          | Extrême-Nord |
| Martap             | Vina             | Adamaoua     |
| Massangam          | Noun             | Ouest        |
| Massock-Songloulou | Sanaga-Maritime  | Littoral     |
| Matomb             | Nyong-et-Kéllé   | Centre       |
| Mayo-Baléo         | Faro-et-Déo      | Adamaoua     |
| Mayo-Darlé         | Mayo-Banyo       | Adamaoua     |
| Mayo-Oulo          | Mayo-Louti       | Nord         |
| Mbalmayo           | Nyong-et-So'o    | Centre       |
| Mbandjock          | Haute-Sanaga     | Centre       |
| Mbang              | Kadey            | Est          |
| Mbanga             | Moungo           | Littoral     |
| Mbangassina        | Mbam-et-Kim      | Centre       |
| Mbankomo           | Méfou-et-Akono   | Centre       |
| Mbe                | Vina             | Adamaoua     |
| Mbengwi            | Momo             | Nord-Ouest   |
| Mbiame             | Bui              | Nord-Ouest   |
| Mboma              | Haut-Nyong       | Est          |
| Mbonge             | Meme             | Sud-Ouest    |
| Mbouda             | Bamboutos        | Ouest        |
| Meiganga           | Mbéré            | Adamaoua     |
| Melong             | Moungo           | Littoral     |
| Mengang            | Nyong-et-Mfoumou | Centre       |
| Mengong            | Mvila            | Sud          |
| Mengueme           | Nyong-et-So'o    | Centre       |
| Menji              | Lebialem         | Sud-Ouest    |
| Meri               | Diamaré          | Extrême-Nord |
| Messamena          | Haut-Nyong       | Est          |
| Messok             | Haut-Nyong       | Est          |
| Messondo           | Nyong-et-Kéllé   | Centre       |
| Meyomessala        | Mfoundi          | Sud          |
| Meyomessi          | Mfoundi          | Sud          |
| Mfou               | Méfou-et-Afamba  | Centre       |
| Mindif             | Mayo-Kani        | Extrême-Nord |
| Mindourou          | Haut-Nyong       | Est          |
| Minta              | Haute-Sanaga     | Centre       |
| Mintom             | Dja-et-Lobo      | Sud          |
| Misaje             | Donga-Mantung    | Nord-Ouest   |
| Mogodé             | Mayo-Tsanaga     | Extrême-Nord |
| Mokolo             | Mayo-Tsanaga     | Extrême-Nord |
| Moloundou          | Boumba-et-Ngoko  | Est          |
| Mombo              | Moungo           | Littoral     |
| Monatélé           | Lekié            | Centre       |
| Mora               | Mayo-Sava        | Extrême-Nord |
| Mouanko            | Sanaga-Maritime  | Littoral     |
| Moulvoudaye        | Mayo-Kani        | Extrême-Nord |
| Moutourwa          | Mayo-Kani        | Extrême-Nord |
| Mozogo             | Mayo-Tsanaga     | Extrême-Nord |
| Mundemba           | Ndian            | Sud-Ouest    |
| Muyuka             | Fako             | Sud-Ouest    |
| Mvangan            | Mvila            | Sud          |
| Mvengue            | Océan            | Sud          |
| Nanga-Eboko        | Haute-Sanaga     | Centre       |
| Ndelele            | Kadey            | Est          |
| Ndikiniméki        | Mbam-et-Inoubou  | Centre       |
| Ndobian            | Nkam             | Littoral     |
| Ndom               | Sanaga-Maritime  | Littoral     |
| Ndop               | Ngo-Ketunjia     | Nord-Ouest   |
| Ndoukoula          | Diamaré          | Extrême-Nord |
| Ndu                | Donga-Mantung    | Nord-Ouest   |
| Nganha             | Vina             | Adamaoua     |
| Ngambe             | Sanaga-Maritime  | Littoral     |
| Ngambè-Tikar       | Mbam-et-Kim      | Centre       |
| Ngaoui             | Mbéré            | Adamaoua     |
| Ngaoundal          | Djerem           | Adamaoua     |
| Ngaoundéré Ier     | Vina             | Adamaoua     |
| Ngaoundéré IIe     | Vina             | Adamaoua     |
| Ngaoundéré IIIe    | Vina             | Adamaoua     |
| Ngog-Mapubi        | Nyong-et-Kéllé   | Centre       |
| Ngomedzap          | Nyong-et-So'o    | Centre       |
| Ngong              | Bénoué           | Nord         |
| Ngoro              | Mbam-et-Kim      | Centre       |
| Ngoulemakong       | Mvila            | Sud          |
| Ngoumou            | Méfou-et-Akono   | Centre       |
| Ngoura             | Lom-et-Djérem    | Est          |
| Ngoyla             | Haut-Nyong       | Est          |
| Nguelebok          | Kadey            | Est          |
| Nguelemendouka     | Haut-Nyong       | Est          |
| Ngui-Bassal        | Nyong-et-Kéllé   | Centre       |
| Nguti              | Koupé-Manengouba | Sud-Ouest    |
| Ngwei              | Sanaga-Maritime  | Littoral     |
| Niete              | Océan            | Sud          |
| Nitoukou           | Mbam-et-Inoubou  | Centre       |
| Njikwa             | Momo             | Nord-Ouest   |
| Njimom             | Noun             | Ouest        |
| Njinikom           | Boyo             | Nord-Ouest   |
| Nkambé             | Donga-Mantung    | Nord-Ouest   |
| Nkolafamba         | Méfou-et-Afamba  | Centre       |
| Nkolmetet          | Nyong-et-So'o    | Centre       |
| Nkondjock          | Nkam             | Littoral     |
| Nkongsamba Ier     | Moungo           | Littoral     |
| Nkongsamba IIe     | Moungo           | Littoral     |
| Nkongsamba IIIe    | Moungo           | Littoral     |
| Nkong-Zem          | Menoua           | Ouest        |
| Nkor               | Bui              | Nord-Ouest   |
| Nkoteng            | Haute-Sanaga     | Centre       |
| Nkum               | Bui              | Nord-Ouest   |
| Nsem               | Haute-Sanaga     | Centre       |
| Ntui               | Mbam-et-Kim      | Centre       |
| Nwa                | Donga-Mantung    | Nord-Ouest   |
| Nyambaka           | Vina             | Adamaoua     |
| Nyanon             | Sanaga-Maritime  | Littoral     |
| Obala              | Lekié            | Centre       |
| Okola              | Lekié            | Centre       |
| Olamze             | Vallée-du-Ntem   | Sud          |
| Olanguina          | Méfou-et-Afamba  | Centre       |
| Ombessa            | Mbam-et-Inoubou  | Centre       |
| Ouli               | Kadey            | Est          |
| Oveng              | Dja-et-Lobo      | Sud          |
| Penja              | Moungo           | Littoral     |
| Penka-Michel       | Menoua           | Ouest        |
| Petté              | Diamaré          | Extrême-Nord |
| Pitoa              | Bénoué           | Nord         |
| Poli               | Faro             | Nord         |
| Pouma              | Sanaga-Maritime  | Littoral     |
| Rey-Bouba          | Mayo-Rey         | Nord         |
| Sa'a               | Lekié            | Centre       |
| Salapoumbé         | Boumba-et-Ngoko  | Est          |
| Sangmélima         | Dja-et-Lobo      | Sud          |
| Santa              | Mezam            | Nord-Ouest   |
| Santchou           | Menoua           | Ouest        |
| Soa                | Méfou-et-Afamba  | Centre       |
| Somalomo           | Haut-Nyong       | Est          |
| Soulédé-Roua       | Mayo-Tsanaga     | Extrême-Nord |
| Tchati-Bali        | Mayo-Danay       | Extrême-Nord |
| Tcholliré          | Mayo-Rey         | Nord         |
| Tibati             | Djerem           | Adamaoua     |
| Tignère            | Faro-et-Déo      | Adamaoua     |
| Tiko               | Fako             | Sud-Ouest    |
| Toko               | Ndian            | Sud-Ouest    |
| Tokombéré          | Mayo-Sava        | Extrême-Nord |
| Tombel             | Koupé-Manengouba | Sud-Ouest    |
| Tonga              | Ndé              | Ouest        |
| Touboro            | Mayo-Rey         | Nord         |
| Touloum            | Mayo-Kani        | Extrême-Nord |
| Touroua            | Bénoué           | Nord         |
| Tubah              | Mezam            | Nord-Ouest   |
| Upper Bayang       | Manyu            | Sud-Ouest    |
| Wabane             | Lebialem         | Sud-Ouest    |
| Waza               | Logone-et-Chari  | Extrême-Nord |
| West Coast         | Fako             | Sud-Ouest    |
| Widikum-Boffe      | Momo             | Nord-Ouest   |
| Wina               | Mayo-Danay       | Extrême-Nord |
| Wum                | Menchum          | Nord-Ouest   |
| Yabassi            | Nkam             | Littoral     |
| Yagoua             | Mayo-Danay       | Extrême-Nord |
| Yaoundé Ier        | Mfoundi          | Centre       |
| Yaoundé IIe        | Mfoundi          | Centre       |
| Yaoundé IIIe       | Mfoundi          | Centre       |
| Yaoundé IVe        | Mfoundi          | Centre       |
| Yaoundé Ve         | Mfoundi          | Centre       |
| Yaoundé VIe        | Mfoundi          | Centre       |
| Yaoundé VIIe       | Mfoundi          | Centre       |
| Yingui             | Nkam             | Littoral     |
| Yokadouma          | Boumba-et-Ngoko  | Est          |
| Yoko               | Mbam-et-Kim      | Centre       |
| Zhoa               | Menchum          | Nord-Ouest   |
| Zina               | Logone-et-Chari  | Extrême-Nord |
| Zoétélé            | Dja-et-Lobo      | Sud          |

## Conseil municipal
Le conseil municipal, organe délibérant de la commune est formé par les conseillers municipaux élus. Le nombre de conseillers est déterminé par le nombre d'habitants de la commune obtenu lors du dernier recensement officiel précédant le scrutin.
| Nombre d'habitants   | Nombre de conseillers |
| -------------------- | --------------------- |
| moins de 50 000      | 25                    |
| de 50 000 à 100 000  | 31                    |
| de 100 001 à 200 000 | 35                    |
| de 200 001 à 300 000 | 41                    |
| plus de 300 000      | 61                    |

## Histoire
Le Territoire du Cameroun oriental sous mandat français est divisé en neuf régions dès 1916. Ces circonscriptions administratives sont portées à 19 en 1935. Les deux premières communes mixtes urbaines de Yaoundé et de Douala sont instaurées en 1941, elles ont à leur tête un exécutif nommé par le Commissaire du territoire et sont dirigées par un chef de région ou administrateur-maire. Après guerre en 1950, sont créées les six nouvelles communes mixtes urbaines de Ebolowa, Edéa, Kribi, Sangmélima, Nkongsamba et Mbalmayo. Au nord Cameroun, les communes mixtes urbaines de Garoua et Ngaoundéré sont créées en 1952 et 1954.
Le 18 novembre 1955, Yaoundé, Douala et Nkongsamba sont érigées en communes de plein exercice sur la base de la  loi municipale française du 5 avril 1884.
Selon le critère du degré d'urbanisation, sont créées, en 1959, les communes mixtes rurales et les communes de moyen exercice. 
En 1967, la république du Cameroun oriental instaure les communes urbaines spéciales. L'unification du Cameroun en 1972 est accompagnée d'une réforme uniformisant les circonscriptions administratives sur le modèle francophone. Aux cinq types de communes existant en 1974, la loi substitue deux types de communes : les communes urbaines et les communes rurales. Les communautés urbaines sont instituées en 1987 au profit de Yaoundé et Douala qui sont soustraites du régime spécial de la loi de 1974.

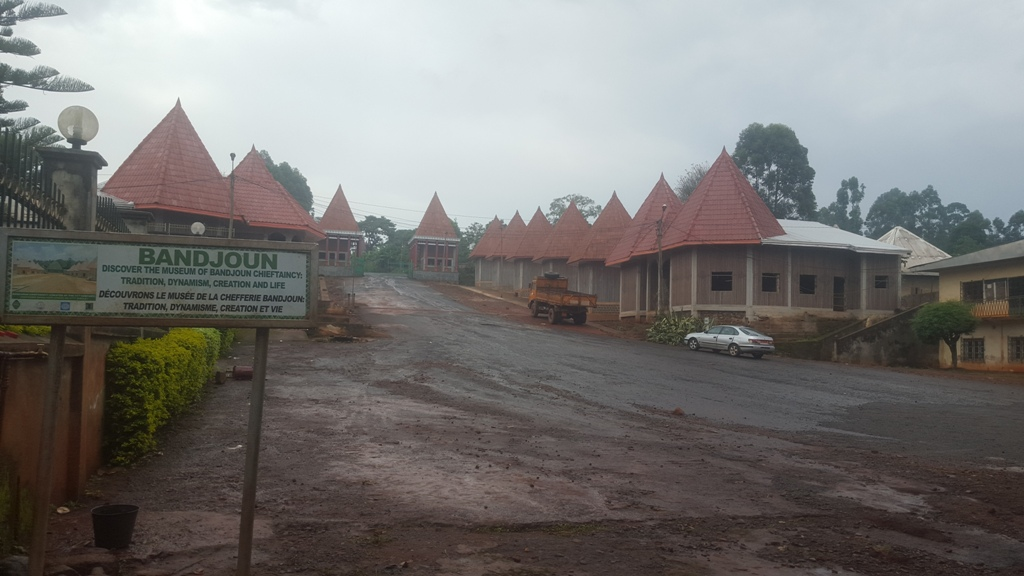
Palais Bandjoun
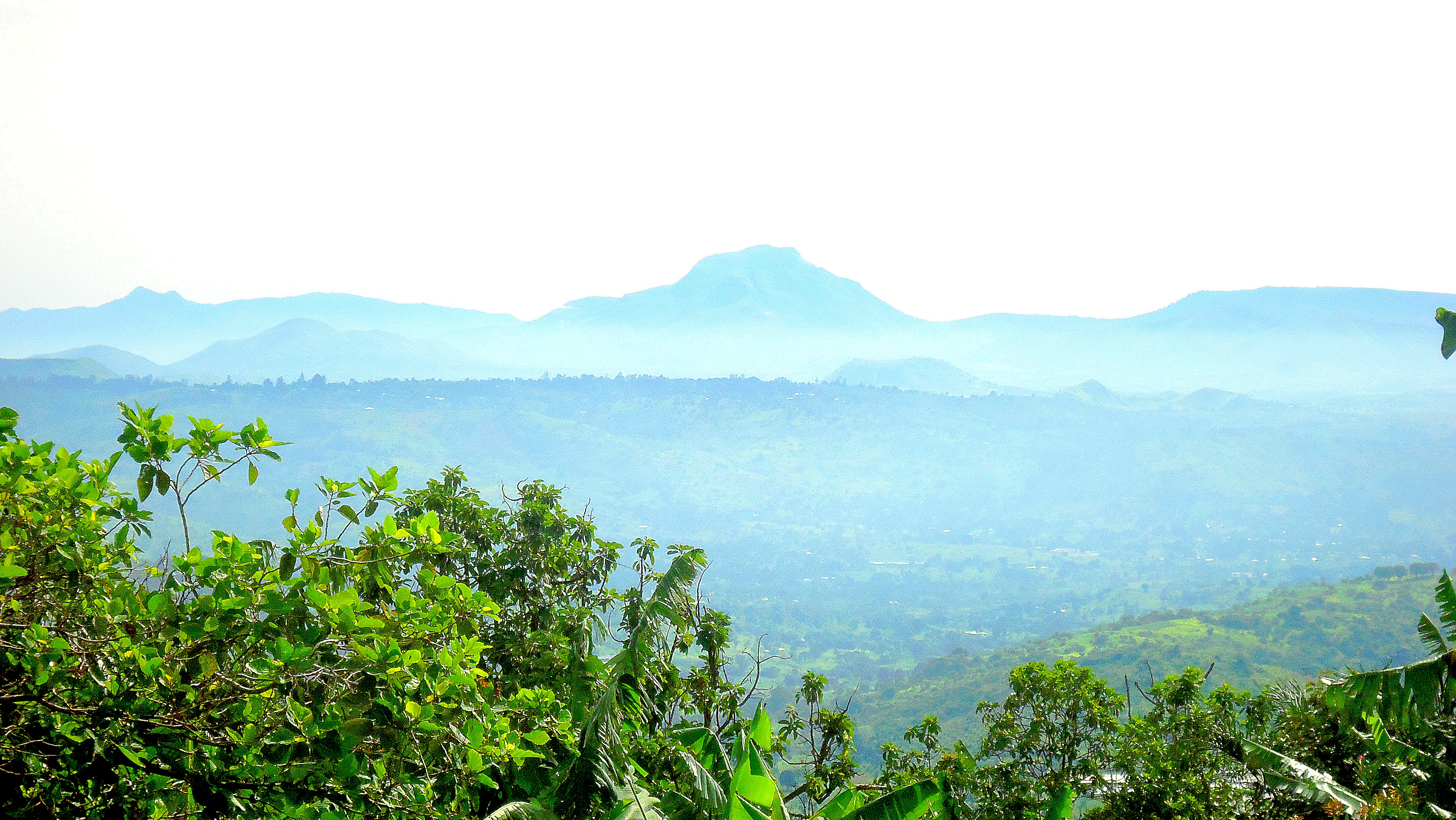
Bandjoun
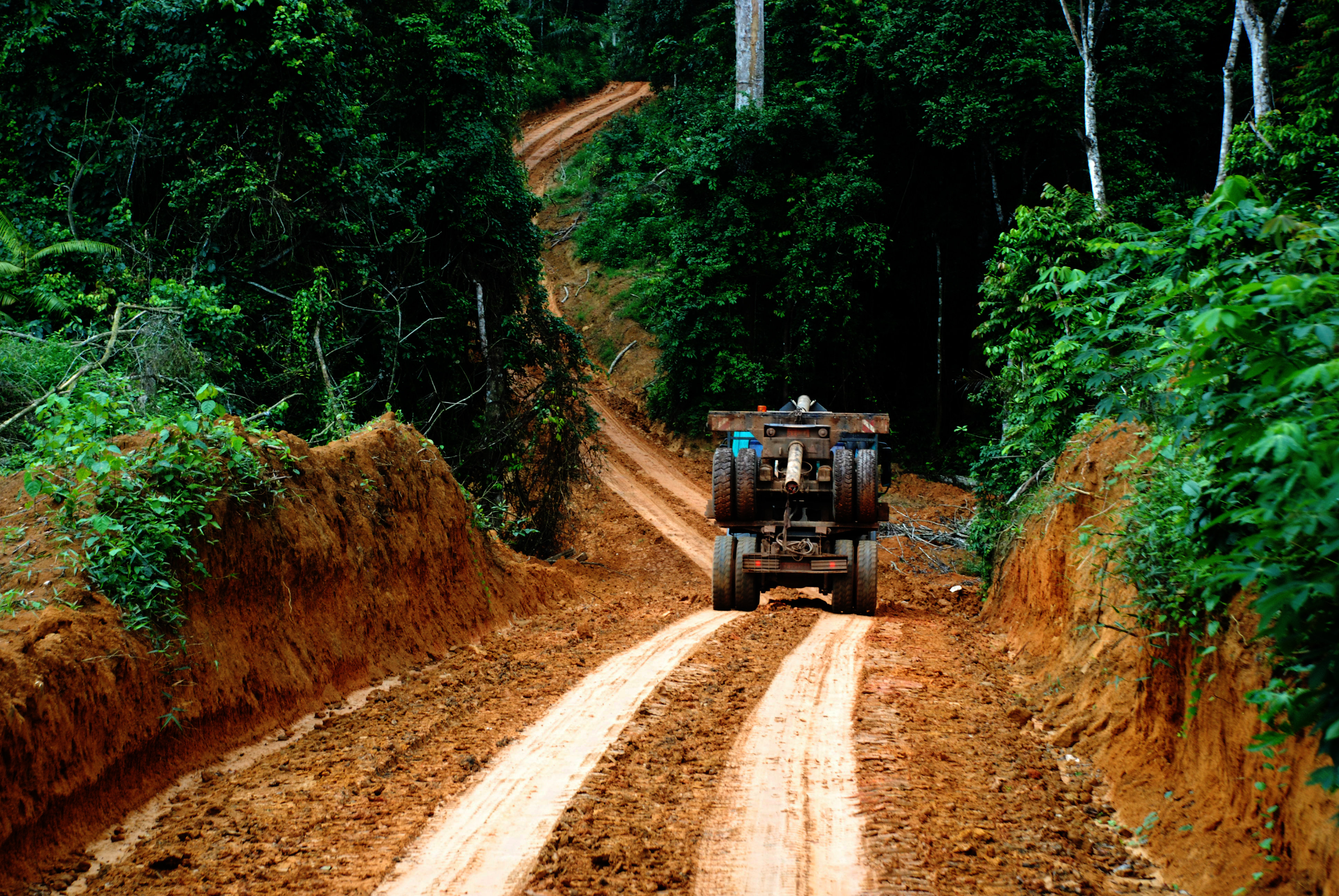
Route de Makak
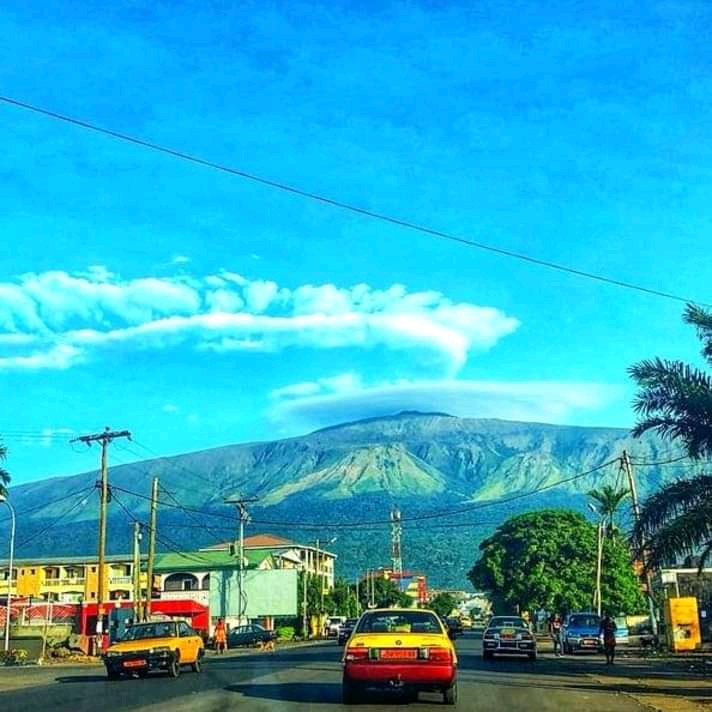
Ville de Buea
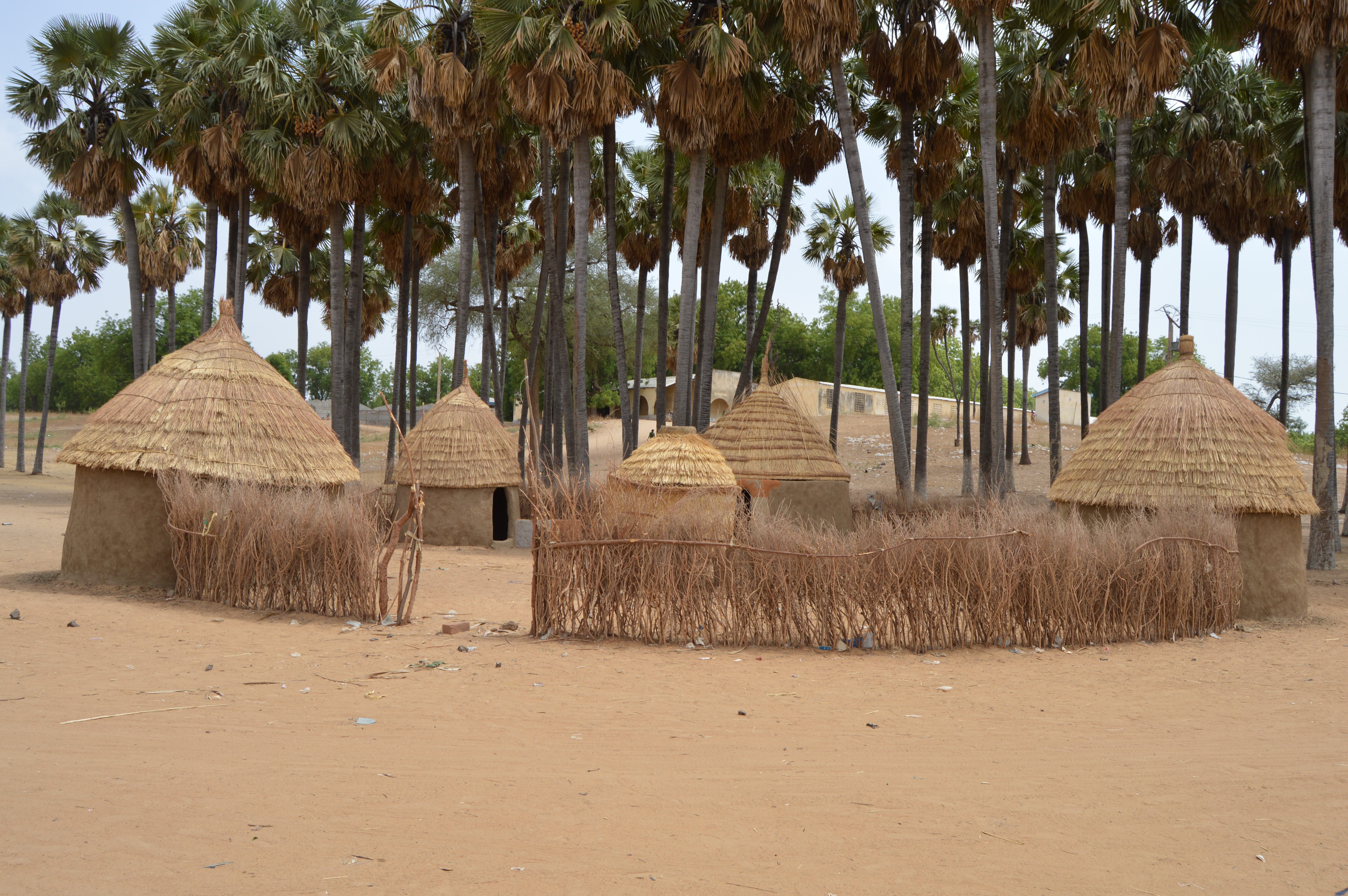
Yagoua
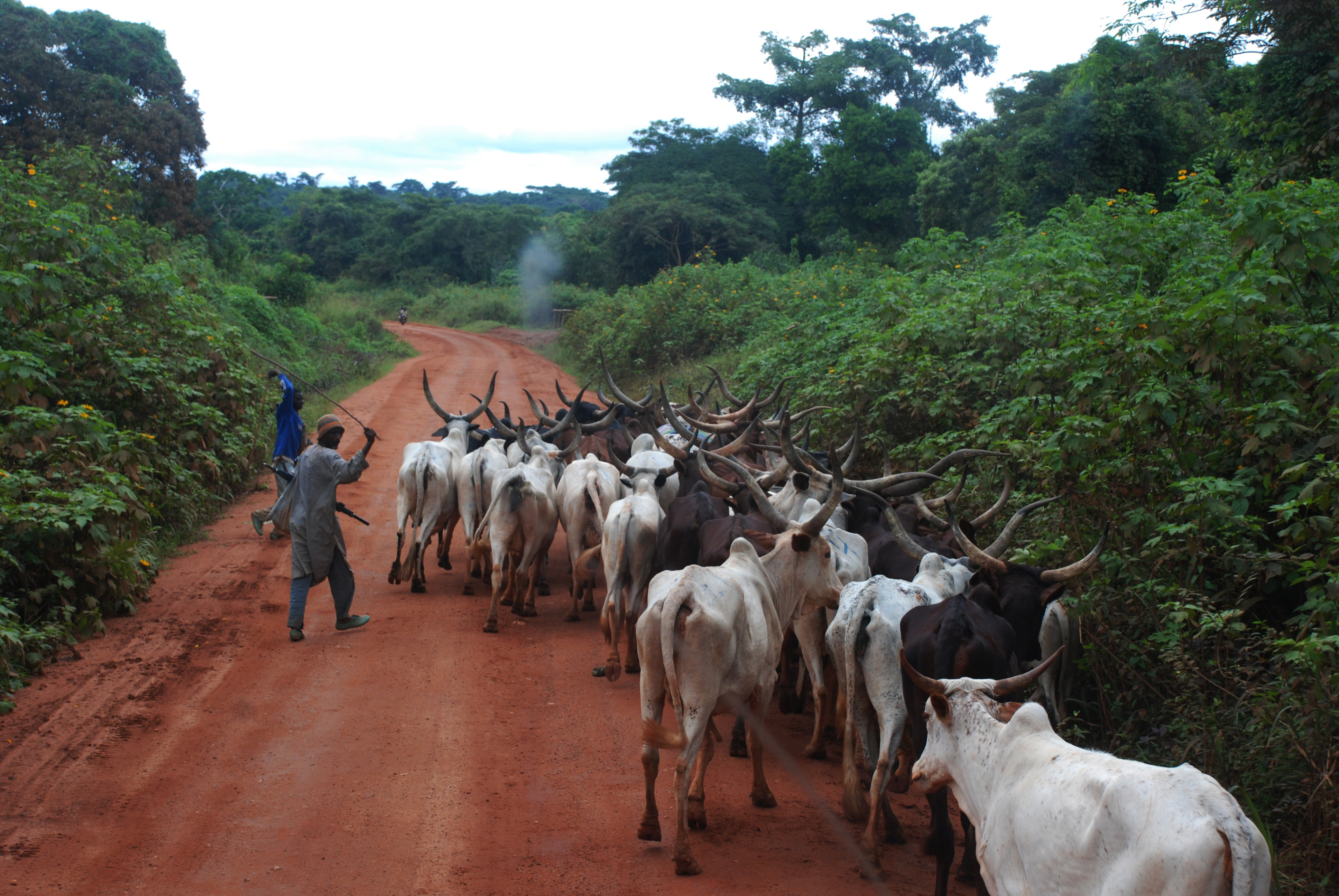
Yokadouma